# Ilmenit
Ilmenitul este un mineral de culoare cenușie-neagră, un oxid de fier și titan, cu formula chimică FeTiO3, compus în proporție de 52,65% din TiO2 și rest FeO. 

## Descriere
El se găsește în roci metamorfice și magmatice și cristalizează în sistemul romboedric. 
Numele provine de la Munții Ilmen din Rusia. 
Ilmenitul este cel mai important minereu de titan.

## Răspândire
Ilmenitul se întâlnește în roci magmatice ca gabroul sau dioritul, în filoane de cuarț sau în nisipuri de râu, unde apare în particule rotunde cu diametre de 0,1 – 0,2 mm.
Deseori, ilmenitul este amestecat cu hematit, împreună cu care formează o soluție solidă completă peste 950°C. Mai poate forma soluții solide și cu geikielitul (MgTiO3).
Cea mai mare exploatare de ilmenit este mina Tellnes din Sokndal, Norvegia, cu rezerve estimate la 57 milioane tone (14% din rezervele mondiale estimate) și o producție anuală de 550.000 tone. În Finlanda de nord, la Karhujupukka se găsește un zăcământ de magnetit și ilmenit estimat la 5 milioane tone . Alte exploatări importante se găsesc tot în Norvegia la Froland și Kragerö, la Bancroft și Girardville în Canada, Kamituga în R.D. Congo, Miass (Munții Ilmen) în Rusia  etc.
În anul 2005, cu ajutorul telescopului Hubble au fost identificate zone bogate în ilmenit pe suprafața Lunii, în zona craterului Aristarh. Aceste zăcăminte ar putea fi utilizate nu doar ca sursă de fier și titan pentru construcția unor structuri, dar și pentru producerea de oxigen pentru o posibilă bază lunară .

## Utilizare
Ilmenitul este cel mai important mineral pentru obținerea titanului. De asemenea, din ilmenit se extrage bioxidul de titan, care datorită culorii sale albe pure este folosit ca pigment în vopsele.